# Futsal-Ozeanienmeisterschaft 1992
Die Futsal-Ozeanienmeisterschaft 1992 fand in Brisbane, Australien vom 15. Juni bis zum 20. Juni 1992 statt. Es war die erste Meisterschaft.
Australien wurden zum ersten Mal Meister und hatte sich mit dem Gewinn für die Futsal-Weltmeisterschaft 1992 in Hongkong qualifiziert. 

## Spiele
| Pl. | Verein     | Sp. | S | U | N | Tore    | Diff. | Punkte |
| --- | ---------- | --- | - | - | - | ------- | ----- | ------ |
| 1.  | Australien | 4   | 4 | 0 | 0 | 028:600 | +22   | 08:0   |
| 2.  | Neuseeland | 4   | 2 | 0 | 2 | 019:240 | −5    | 04:40  |
| 3.  | Vanuatu    | 4   | 0 | 0 | 4 | 010:240 | −14   | 0:80   |